# Butte Daredevils
I Butte Daredevils sono stati una franchigia di pallacanestro della CBA, con sede a Butte, nel Montana.
Parteciparono a due stagioni CBA, non qualificandosi mai per i play-off. Si sciolsero nell'agosto del 2008.

## Stagioni
| Stagione | Lega | Denominazione    | V  | P  | %    | Piazzamento | Play-off |
| -------- | ---- | ---------------- | -- | -- | ---- | ----------- | -------- |
| 2006-07  | CBA  | Butte Daredevils | 21 | 27 | 43,8 | 3º          | -        |
| 2007-08  | CBA  | Butte Daredevils | 17 | 31 | 35,4 | 3º          | -        |